# Rajd Pneumant 1971
Rajd Pneumant 1971 (11. Rallye DDR – Pneumant Rallye) – 11. edycja rajdu samochodowego Rajd Pneumant rozgrywanego w NRD. Rozgrywany był od 17 do 20 marca 1971 roku. Była to trzecia runda Rajdowych Mistrzostw Europy w roku 1971 oraz druga runda Rajdowych Mistrzostw NRD.

## Klasyfikacja rajdu
| Miejsce                      | Kierowca                     | Pilot                        | Samochód                     | Czas                         | Strata                       |                              |
| Klasyfikacja generalna i ERC | Klasyfikacja generalna i ERC | Klasyfikacja generalna i ERC | Klasyfikacja generalna i ERC | Klasyfikacja generalna i ERC | Klasyfikacja generalna i ERC | Klasyfikacja generalna i ERC |
| ---------------------------- | ---------------------------- | ---------------------------- | ---------------------------- | ---------------------------- | ---------------------------- | ---------------------------- |
| 1.                           | Sobiesław Zasada             | Adam Wędrychowski            | BMW 2002 Ti                  | 59:06                        | 0.0                          |                              |
| 2.                           | Günter Gries                 | Harald Würfel                | Wartburg 353                 | 2:08:20                      | +1:09:14                     |                              |
| 3.                           | Holger Bohne                 | Karl-Heinz Wellmann          | BMW 2002 Ti                  | 2:30:25                      | +1:31:19                     |                              |
| 4.                           | Morten Spiro                 | Per Brøns                    | BMW 2002 Ti                  | 2:45:10                      | +1:46:04                     |                              |
| 5.                           | Robert Mucha                 | Lech Jaworowicz              | Polski Fiat 125p 1500        | 2:58:00                      | +1:58:54                     |                              |
| 6.                           | Egon Culmbacher              | Werner Ernst                 | Wartburg 353                 | 3:11:21                      | +2:12:15                     |                              |
| 7.                           | Finn Mogens Pedersen         | Jan Glad                     | Austin Mini Cooper           | 3:25:50                      | +2:26:44                     |                              |
| 8.                           | Hans Britth                  | Hans Reppling                | Opel Kadett Rallye           | 3:42:49                      | +2:43:43                     |                              |
| 9.                           | Peter Hommel                 | Günter Bork                  | Wartburg 353                 | 3:50:22                      | +2:51:16                     |                              |
| 10.                          | Raimar-Lothar Jahnke         | Egon Wittig                  | Ford Escort GT               | 3:53:30                      | +2:54:24                     |                              |